# La Femme du planteur (film, 1952)
Pour plus de détails, voir Fiche technique et Distribution.
La Femme du planteur (The Planter's Wife) est un film britannique réalisé par Ken Annakin, sorti en 1952.

## Synopsis
Pendant l’Insurrection communiste malaise, des terroristes communistes attaquent une plantation de caoutchouc et tuent son directeur. Le planteur voisin Jim Frazer subit égalament des attaques constantes. De plus, il connait des difficultés avec sa femme Liz, qui envisage d’emmener leur fils Mike en Angleterre et de ne pas revenir.
Plus tard, Jim prend en charge Wan Li, un Chinois qui est l’oncle d’une petite servante blessée lors de l’attaque terroriste . Après que Wan Li soit allé à la police, les communistes l’assassinent tandis que Mike est presque mordu par un cobra mais une mangouste tue le serpent.
Un bandit attaque Liz et la coince mais elle lui tire dessus avec un pistolet. Jim la ramène chez elle. Quand elle se réveille, la plantation est attaquée. Jim combat les communistes avec l’aide de son ami Nair. A la fin Liz décide de rester en Malaisie.

## Fiche technique
- Titre : La Femme du planteur
- Titre original : The Planter's wife
- Réalisation : Ken Annakin
- Production : John Stafford
- Société de production : Pinnacle Productions
- Scénario : Guy Elmes et Peter Proud d'après le roman The Planter's Wife de S.C. George
- Musique : Allan Gray
- Images : Geoffrey Unsworth
- Montage : Alfred Roome
- Direction artistique : Ralph W. Brinton
- Costumes : Doris Lee
- Pays d'origine : Royaume-Uni
- Langue : anglais
- Format : Noir et blanc - Son : Mono
- Genre : Aventures
- Durée : 91 minutes
- Date de sortie : 
  -  Royaume-Uni 16 septembre 1952 Londres
  -  France 7 novembre 1952
  -  États-Unis 1er décembre 1952

## Distribution
- Claudette Colbert : Liz Frazer
- Jack Hawkins : Jim Frazer
- Anthony Steel : Hugh Dobson
- Ram Gopal : Nair
- Jeremy Spenser : Mat
- Tom Macaulay : Jack Bushell
- Helen Goss : Eleanor Bushell
- Sonya Hana : Ah Mov
- Andy Ho : Wan Li
- Peter Asher : Mike Frazer
- Yah Ming : Ah Siong
- Shaym Bahadur : Putra
- Ng Cheuk Kwong : Ho Tang
- Bryan Coleman : Capitaine Dell
- Don Sharp : Lt. Summers
- Maria Baillie : Arminah
- Bill Travers : Planteur
- Victor Maddern (non crédité) : Opérateur radio